# Пянгелей
Пянгеле́й (рос. Пянгелей, ерз. Пянгелей) — село у складі Чамзінського району Мордовії, Росія. Входить до складу Великомаресевського сільського поселення.

## Населення
Населення — 72 особи (2010; 99 у 2002).
Національний склад (станом на 2002 рік):
- мордва — 89 %